# 卡尔维亚克
卡尔维亚克（法語：Calviac，法語發音：[kalvjak]）是法国洛特省的一个旧市镇，属于菲雅克区。2016年1月1日，卡尔维亚克與拉马蒂维、苏塞拉克、科米亚克、拉卡姆杜尔塞合併成新市镇凯尔西地区苏塞拉克。

## 地理
卡尔维亚克（44°55'23"N, 2°2'50"E）面积26.49 平方千米，位于法国奧克西塔尼大區洛特省，该省份为法国西南部内陆省份，北起顺时针与科雷兹省、康塔爾省、阿韦龙省、塔恩-加龙省、洛特-加龍省和多尔多涅省接壤。
与卡尔维亚克接壤的市镇（或旧市镇、城区）包括：圣索里、锡朗、科米亚克、拉马蒂维、凯尔西地区苏塞拉克。

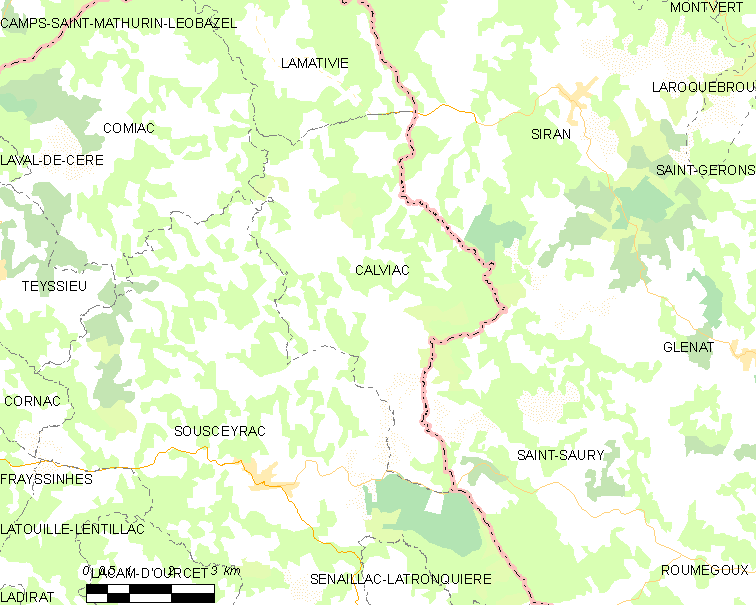
卡尔维亚克的OSM定位图

卡尔维亚克的时区为UTC+01:00、UTC+02:00（夏令时）。

## 行政
卡尔维亚克的邮政编码为46190，INSEE市镇编码为46048。

## 政治
卡尔维亚克所属的省级选区为塞尔-塞加拉县。

## 人口

1962-2008年间卡尔维亚克人口变化图示

卡尔维亚克于2018年1月1日时的人口数量为149人。